# Xiao Yan (actriz)
Xiao Yan (Chino simplificado: 肖燕), es una actriz china.

## Biografía
Estudió en la Universidad de China de Aviación Civil (inglés: "Civil Aviation Flight University of China").

## Carrera
Es miembro de la agencia Gramarie (果然娱乐).
En enero del 2019 se dio a conocer cuando se unió al elenco principal de la serie The Legends donde interpretó a Qin Zhi Yan, una joven que después de presenciar la muerte de su padre Qin Qian Yu, a manos de su tío Liu Wei decide unirse a la Secta Wan Lu y así vengarse por la muerte de su padre, hasta el final de la serie el 3 de abril del mismo año.
En abril, se unió al elenco de la serie The Legend of White Snake donde dio vida a Xiao Qing, la serpiente verde, hasta el final de la serie en mayo.
Durante mayo del mismo año se unió al elenco recurrente de la serie L.O.R.D. Critical World donde interpretó a You Hua, la discípula e hija del 6.º Lord.
El 24 de marzo del 2020 se unió al elenco principal de la serie My Roommate is a Detective donde dio vida a la periodista Bai Youning, con un gran sentido de justicia que se une al inteligente estudiante Lu Yao (Hu Yitian) y al inspector Qiao Chusheng (Leon Zhang), para formar un equipo de detectives, hasta el final de la serie el 23 de abril del mismo año.
El 28 de junio del mismo año protagonizó el drama histórico “The Little Nyonya”, donde dio vida a Yue Niang/Huang Ju Xiang. La historia está ambientada en la década de 1930, el drama se extiende a lo largo de varias generaciones de una adinerada familia china nacida en el Estrecho en Malaca y gira en torno a las disputas que la rodean. Yue Niang, una Nyonya de voluntad fuerte, se niega a ser relegada a su estado de baja cuna en la vida y se propone cambiar su destino, y finalmente triunfar como mujer de negocios. 
El 9 de septiembre del mismo año protagoniza nuevamente el drama histórico “Merry Me” junto a Xing Zhao Lin, hasta el final del drama el 9 de octubre, a través de ¡Qiyi, en donde da vida a Ju Mu Er.
El 17 de septiembre forma parte de la serie “Heroes In Harm's Way” interpretando a Xia Fu, haciendo su aparición en los episodios 13 y 14.
El 27 de septiembre del 2020 interpretó a Xu Li, la mejor amiga de Jiang Yun (Bai Lu), en el drama Love is Sweet, junto a Luo Yunxi, Kido Gao y Riley Wang.

## Filmografía

### Series de televisión
| Año         | Título                                | Personaje            | Notas        |
| ----------- | ------------------------------------- | -------------------- | ------------ |
| 2022        | Please! 8 hours                       | Bai Wei              |              |
| 2020        | Love Is Sweet                         | Xu Li                | 36 episodios |
| 2020        | Heroes In Harm's Way                  | Xia Fu               | 2 episodios  |
| 2020        | Marry Me                              | Ju Lin'er            | 35 episodios |
| 2020        | The Little Nyonya                     | Ju Xiang / Yue Niang | 45 episodios |
| 2020        | My Roommate is a Detective            | Bai Youning          | 36 episodios |
| 2019        | L.O.R.D. Critical World               | You Hua              |              |
| 2019        | The Legend of White Snake             | Xiao Qing            |              |
| 2019        | The Legends                           | Qin Zhi Yan          |              |
| 2018        | The Lost Swordship                    | Tang Chun            | 36 episodios |
| 2017 - 2018 | Hot-Blooded Goddess (Ran Xie Nv Shen) | Tudou Mei            | 24 episodios |
| 2016        | I'm Not a Monster                     | Dong Xiaolv          |              |
| 2016        | A Detective Housewife                 | Tian Qi Zi           |              |

### Películas
| Año  | Título                     | Personaje | Notas                                    |
| ---- | -------------------------- | --------- | ---------------------------------------- |
| 2016 | Princess & Her 49 Servants | Su Chuang | junto a Suo Xiaokun, Eden Zhang y 赵思阳 |

## Discografía

### Sencillos
| Año  | Título      | Álbum                       | Notas |
| ---- | ----------- | --------------------------- | ----- |
| 2018 | Gaze (相望) | OST de "The Lost Swordship" |       |